# C.O.P. The Recruit
C.O.P. The Recruit ist ein Action-Adventure, das 2009 von Ubisoft exklusiv für den Nintendo DS veröffentlicht wurde. Das Spiel war vor Veröffentlichung unter mehreren Namen registriert, einer davon Driver: The Recruit.

## Spielprinzip
Dan Miles verdient seinen Lebensunterhalt mit illegalen Straßenrennen. Als er eines Tages dafür verhaftet wird, bietet ihm das Gericht einen Deal an. Entweder er tritt eine Haftstrafe an oder wird im Criminal Overturn Program (C.O.P.) resozialisiert. Miles entscheidet sich für letzteres und bekommt als Mentor Detective Brad Winter zugeteilt. Seine Aufgabe besteht darin, 60 Verbrechen aufzuklären. Nebenbei bekommt der Spieler kleine Zusatzmissionen, dessen Erfüllung jedoch freiwillig ist und keinen Einfluss auf den Spielverlauf hat. Der Entwickler gibt eine Spieldauer von ca. 20 Stunden an.
Nebenbei steht es dem Spieler frei, die Stadt zu erkunden. Ähnlich wie beim Konkurrenten GTA gibt es versteckte Objekte zu finden in Form von Fotos die der Spieler selber schießen muss. Mittels eines PDA's kann jederzeit ein Menü aufgerufen werden über das man unter anderem das Navigationssystem, Fahrzeugliste, POI's usw. aufrufen kann. Das Töten oder Überfahren von anderen Figuren ist nicht möglich.
Es stehen viele unterschiedliche fiktive Fahrzeuge bereit, darunter auch kleine Boote.

## Technik
Auffallend ist die – ungewöhnlich für den Nintendo DS – aufwendig gestaltete Stadt in 3D. In den Fenstern spiegelt sich die Umgebung, es fahren viele Fahrzeuge umher und Passanten bevölkern die Spielwelt. Die Stadt New York City wurde grob nachgebaut und orientiert sich gestalterisch an Driver: Parallel Lines.

## Rezeption
Die Kritiken gehen weit auseinander, von mittelmäßig bis sehr gut. Gelobt wurde die hervorragende technische Leistung und der Umfang, ein häufig genannter Kritikpunkt war die schwache Vertonung.